# Coupe des champions de la CONCACAF 1962
Navigation
Édition suivante
La Coupe des champions de la CONCACAF 1962 était la première édition de cette compétition.
Elle a été remportée par le Chivas de Guadalajara face au CSD Comunicaciones sur le score cumulé de 6 buts à 0.

## Participants
Un total de 8 équipes provenant d'un maximum de 7 nations pouvaient participer au tournoi. Elles appartenaient aux zones Amérique du Nord, Amérique Centrale et Caraïbes de la CONCACAF.
Le tableau des clubs qualifiés était le suivant :
| Nation                 | Club                  | Raison de qualification                  |
| Zone Amérique du Nord  |                       |                                          |
| Demi-finale            |                       |                                          |
| Mexique                | Chivas de Guadalajara | Champion du Mexique 1961-62.             |
| Zone Amérique Centrale |                       |                                          |
| Demi-finale            |                       |                                          |
| Costa Rica             | CS Herediano          | Champion du Costa Rica 1961.             |
| Premier Tour           |                       |                                          |
| Honduras               | CD Olimpia            | Méthode de qualification inconnue.       |
| Salvador               | CD Águila             | Champion du Salvador 1960-61.            |
| Guatemala              | CSD Comunicaciones    | Champion du Guatemala 1959-60.           |
| Costa Rica             | LD Alajuelense        | Champion du Costa Rica 1960.             |
| Zone Caraïbes          |                       |                                          |
| Premier Tour           |                       |                                          |
| Antilles néerlandaises | RKVFC Sithoc          | Champion des Antilles néerlandaises 1961 |
| Haïti                  | Etoile Haïtienne      | Champion d'Haïti 1961.                   |

## Calendrier
| Tour                          | Nom                    | Date aller            | Date retour        | Équipes participantes | Équipes restantes |
| Phase de qualification (1962) |                        |                       |                    |                       |                   |
| 1                             | Phase de qualification | 25 mars - 29 avril    | 25 mars - 29 avril | 8                     | 8 à 4             |
| Phase finale (1962)           |                        |                       |                    |                       |                   |
| 1                             | Demi-finale            | 29 avril - 15 juillet | 5 mai - 22 juillet | 4                     | 4 à 2             |
| 2                             | Finale                 | 29 juillet            | 21 août            | 2                     | 2 à 1             |

## Compétition

### Phase de qualification

#### ZoneAmérique Centrale

##### Premier tour
| Date                | Pays | Club       | Aller | Retour | Club               | Pays | Commentaire |
| 25 mars / 1er avril |      | CD Águila  | 1-1   | 0-1    | CSD Comunicaciones |      |             |
| 1er avril / 8 avril |      | CD Olimpia | 0-1   | 1-1    | LD Alajuelense     |      |             |

##### Deuxième tour
| Date          | Pays | Club               | Aller | Retour | Club           | Pays | Commentaire |
| 15 / 29 avril |      | CSD Comunicaciones | 3-1   | 2-3    | LD Alajuelense |      |             |

#### ZoneCaraïbes

##### Premier tour
| Date         | Pays | Club         | Aller | Retour | Club             | Pays | Commentaire |
| 8 / 15 avril |      | RKVFC Sithoc | 6-0   | 2-3    | Etoile Haïtienne |      |             |

### Phase Finale

#### Tableau
|  |                               |                            |                       |            |            |   |   |        |        |        |        |        |
|  | 1/2 finale                    | 1/2 finale                 | 1/2 finale            | 1/2 finale | 1/2 finale |   |   | Finale | Finale | Finale | Finale | Finale |
|  | 29 avril et 5 mai 1962        |                            |                       |            |            |   |   |        |        |        |        |        |
|  |                               |                            |                       |            |            |   |   |        |        |        |        |        |
|  | Chivas de Guadalajara         |                            | 2                     | 3          |            |   |   |        |        |        |        |        |
|  | Chivas de Guadalajara         | 29 juillet et 21 août 1962 | 2                     | 3          |            |   |   |        |        |        |        |        |
|  | CS Herediano                  |                            | 0                     | 0          |            |   |   |        |        |        |        |        |
|  | CS Herediano                  | CSD Comunicaciones         | 0                     | 0          |            | 0 | 0 |        |        |        |        |        |
|  | 15 juillet et 22 juillet 1962 | CSD Comunicaciones         |                       |            |            | 0 | 0 |        |        |        |        |        |
|  |                               |                            | Chivas de Guadalajara |            | 1          | 5 |   |        |        |        |        |        |
|  | CSD Comunicaciones            |                            | Chivas de Guadalajara | 2          | 1          | 5 | 1 |        |        |        |        |        |
|  | CSD Comunicaciones            |                            |                       | 2          |            |   | 1 |        |        |        |        |        |
|  | RKVFC Sithoc                  |                            | 0                     | 1          |            |   |   |        |        |        |        |        |
|  | RKVFC Sithoc                  |                            | 0                     | 1          |            |   |   |        |        |        |        |        |

#### Demi-finale
| Pays | Club                  | Aller | Retour | Club         | Pays | Commentaire                |
|      | Chivas de Guadalajara | 2-0   | 3-0    | CS Herediano |      |                            |
|      | CSD Comunicaciones    | 2-0   | 1-1    | RKVFC Sithoc |      | Matchs joués au Guatemala. |

#### Finale
| Match aller     | CSD Comunicaciones | 0:1 | Chivas de Guadalajara | Stade Mateo Flores Guatemala City, Guatemala |  |
| 29 juillet 1962 |                    |     | Javier Valdivia 43e   |                                              |  |

| Match retour | Chivas de Guadalajara                                                                          | 5:0 | CSD Comunicaciones | Stade Jalisco Guadalajara, Mexique |  |
| 21 août 1962 | Salvador Reyes 25e · Juan Jasso 41e · Salvador Reyes 57e · Juan Jasso 67e · Salvador Reyes 88e |     |                    |                                    |  |

| Champion de la CONCACAF 1962        |
| ----------------------------------- |
| Drapeau du Mexique                  |
| Chivas de Guadalajara Premier Titre |